# 2S17 Nona-SV
2S17 Nona-SV (rusky 2С17 «Нона-CB» podle indexu GRAU) je sovětská samohybná dělostřelecká zbraň ráže 120 mm z počátku 80. let 20. století kombinující výhody minometu a houfnice. Do sériové výroby se nedostala.
Existuje i ukrajinská verze 2S17-2 Nona-SV přijatá do výroby a použitá v rusko-ukrajinské válce.

## Popis

### SSSR
Roku 1981 byl v sovětské armádě zaveden obojživelný samohybný minomet 2S9 Nona-S se 120 mm kanónem 2A51 na podvozku obrněného vozidla BTR-D. Poté se objevily návrhy na instalaci kanónu 2A51 na šasi pro pozemní vojsko Sovětského svazu a tak vznikly dvě varianty:
- 2S17 Nona-SV na pásovém podvozku z houfnice 2S1 Gvozdika
- 2S17-2 Nona-SV na pásovém podvozku průzkumného obrněného vozidla pěchoty BRM-1K

Práce na obou verzích byly ukončeny v roce 1982 ve prospěch jiných projektů.

### Ukrajina

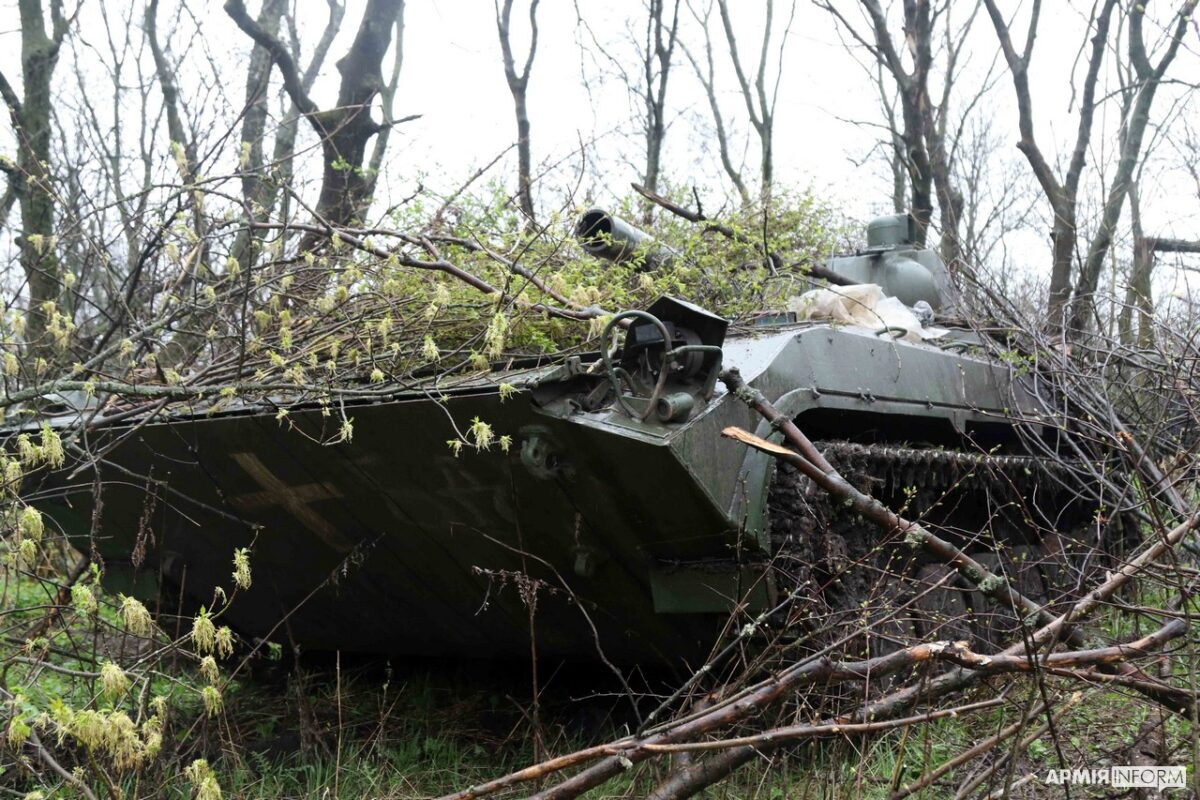
Ukrajinská verze 2S17-2 Nona-SV

V březnu 2021 se objevilo video ukrajinské verze 2S17-2 Nona-SV vyrobené Šepetivským opravárenským závodem. Vešlo ve známost, že jde o minomet 2S9 Nona-S na podvozku obrněného vozidla BMP-1 nebo BRM-1K (průzkumné pěchotní vozidlo odvozené z BMP-1) místo BTR-D. Záměna podvozků byla z důvodu mnohem větší dostupnosti šasi BMP-1 resp. BRM-1K oproti BTR-D, které se na Ukrajině téměř nepoužívají. Minomet se zúčastnil bojů rusko-ukrajinské války ve 20. letech jedenadvacáteho století.